# Новожилівка
Новожи́лівка (до 1945 року — Беш-Аран-Отар, крим. Beş Aran Otar, рос. Новожиловка) — село в Україні, у Білогірському районі Автономної Республіки Крим. Центр Новожилівської сільської ради.